# Buzz Lightyear
Buzz Lightyear és un dels personatges principals de la franquícia Toy Story. És un austronauta de joguina que està doblat en la seva versió original per l'actor Tim Allen i Joan Carles Gustems a la versió en català.
El nom de Buzz fou inspirat per l'astronauta de l'Apollo 11 Buzz Aldrin.

## Aparicions
- Toy Story (1995)
- Toy Story 2 (1999)
- Toy Story 3 (2010)
- Toy Story 4 (2019)
- Toy Story 5 (2026)
- Lightyear (2022)
- Buzz Lightyear of Star Command (2000 directe a Vídeo)

## Concepte i creació
El nom de Buzz va ser inspirat per l'astronauta Buzz Aldrin de l'Apolo 11, conegut per ser la segona persona a caminar sobre la Lluna. Buzz Aldrin va reconèixer el tribut quan va treure una polsera de Buzz Lightyear durant un discurs a la NASA. D'acord amb una entrevista realitzada als productors de Pixar a Entertainment Weekly, el personatge va ser cridat provisionalment Lunar Larry, fins que van decidir rebatejar-ho utilitzant termes espacials com els anys llum.
Pel que fa al disseny de Buzz, el seu creador, John Lasseter, ha declarat que volia crear una figura d'acció a l'estil de G.I. Joe per al seu personatge de Toy Story, per la qual cosa es va decidir per una figura inspirada en un astronauta. Lasseter li atribueix el disseny a la influència dels astronautes de l'Apolo, en particular pels seus cascos transparents, casquets, dispositius de comunicació i vestits blancs.

## Aparicions

### Pel·lícules deToy Story

#### Toy Story(1995)
Buzz Lightyear, una figura d'acció, és regalat per la seva mare a un nen anomenat Andy Davis com a regal d'aniversari. Ràpidament impressiona les altres joguines amb les seves habilitats, accessoris cridaners i ales, i aviat es converteix en la joguina preferida d'Andy. El xèrif Woody, l'antiga joguina preferida, es posa gelós ràpidament. Aviat es fa evident que Buzz no sap que és una joguina, ja que creu sincerament que és un ranger espacial enviat per aturar l'Emperador Malvat Zurg. A més, creu que el seu "làser" de bombeta vermella és una arma mortal, que les seves ales són d'acer funcional de grau aeronàutic i que no pot respirar amb el casc obert.
Després que Woody faci caure Buzz per la finestra del dormitori d'Andy sense voler, Buzz el segueix i s'enfronta a Woody al cotxe d'Andy. Els dos se separen d'Andy durant una baralla, i Woody intenta convèncer a Buzz que és una joguina, però falla. Aviat, els dos són capturats pel veí sàdic d'Andy, Sid Phillips. Buzz veu un anunci a la televisió a casa de Sid que revela que és una joguina. En negar-ho, Buzz intenta volar i acaba trencant-se el braç. Cau en la desesperació.
Les joguines d'en Sid arreglen el braç d'en Buzz, i en Sid el lliga amb cinta adhesiva a un coet amb la intenció de fer-lo explotar. En Woody convenç en Buzz que el seu propòsit és fer feliç a l'Andy; finalment, fa que en Buzz recuperi la seva determinació. S'uneix a en Woody per escapar de Sid i tornar amb l'Andy. Mentre els dos persegueixen la furgoneta del Andy, en Woody és atacat pel gos del Sid, Scud. En Buzz lluita contra el gos per rescatar en Woody, i en Woody utilitza la RC per rescatar en Buzz. Quan els dos encara no aconsegueixen atrapar l'Andy, en Woody es veu obligat a encendre el coet i llançar-los a l'aire; en Buzz obre les ales per tallar la cinta que el subjectava al coet, evitant que explotin i volin sols per primera vegada, tot i que mentre porten en Woody. Després de retrobar-se amb l'Andy, en Buzz i en Woody continuen sent amics íntims.

#### Toy Story 2(1999)
A Toy Story 2, Woody és segrestat per un cobejós col·leccionista de joguines anomenat Al McWhiggin, que està decidit a vendre'l en un museu de joguines al Japó. Buzz s'encarrega de portar les altres joguines d'Andy a una missió audaç per rescatar-lo amb la ajuda de Hamm, Rex, Slinky i Mr. Potato Head. Al viatge, Buzz es troba accidentalment amb una joguina Buzz Lightyear més nova que inclou un cinturó d'eines. Quan intenta prendre el cinturó, el nou Buzz Lightyear (que, igual que Buzz a la primera pel·lícula, creu que és un veritable guardià espacial) l'ataca, pensant que és un soldat espacial desobedient. Els dos Buzzes Lightyears acaben en una baralla i el nou Buzz Lightyear atrapa Buzz, deixant-lo tancat en un coet de cartró similar al que era la seva presència a la primera pel·lícula. Aviat les altres joguines es troben amb el nou Buzz Lightyear i ho confonen amb Buzz.
El nou Buzz Lightyear s'uneix a la colla i al cap de poc temps Buzz aconsegueix alliberar-se de l'empaquetatge de la seva presó de cartró, per la qual cosa rastreja el nou Buzz Lightyear i la resta de les joguines seguint-les pels carrers. Després de discutir amb el nou Buzz Lightyear sobre qui és el veritable Buzz, finalment Buzz els convenç que ell és el veritable Buzz Lightyear mostrant-los la part inferior de la bota, que té la signatura d'Andy escrita en ella. Després, Buzz i la colla combaten contra Zurg al pou de l'ascensor i usen un camió de Pizza Planet per perseguir Al McWhiggin a l'aeroport, amb Buzz controlant el volant. Eventualment, aconsegueixen rescatar Woody i els seus nous amics Jessie i Perdigó. Al final de la pel·lícula, veiem que Buzz Lightyear s'ha enamorat de Jessie.

#### Toy Story 3(2010)
Woody, Buzz i les altres joguines acaben accidentalment en una escola bressol després que la mare d'Andy les confongués amb escombraries mentre aquest preparava l'equipatge per a la universitat. Buzz decideix que el millor que poden fer les joguines és quedar-se junts a la guarderia, cosa que porta Woody a buscar Andy pel seu compte. Les joguines d'Andy són rebuts per Lotso Oso Abrazadora, que aparentment és el líder de les joguines de la guarderia. Els assigna a la Sala de l'Eruga, on són sotmesos a un joc brusc per nens petits. Buzz s'acosta a Lotso i li demana que el transfereixi a la Sala de les Papallones, però rebutja la seva oferta d'unir-se a la colla, cosa que resulta que Lotso ordeni als seus sequaços que canviïn a Buzz a manera "demo".
Els records i la personalitat de Buzz semblen haver estat esborrats; els seus deliris d'explorador espacial de la primera pel·lícula tornen. Lotso aprofita l'oportunitat per fer creure a Buzz que les joguines d'Andy són sequaces de l'Emperador Zurg. Buzz, furiós, empresona els seus amics i se li encarrega vigilar-los cada nit, mentre Woody torna a Sunnyside. En intentar restaurar la memòria de Buzz, les joguines d'Andy ho sotmeten, però accidentalment ho reinicien a la seva "Mode Espanyol". Woody aconsegueix convèncer-lo que les joguines d'Andy són els seus "amics". Buzz Español ajuda les joguines a escapar de Sunnyside, sense amagar el seu amor per Jessie. Lotso els confronta en arribar al contenidor d'escombraries fora de la guarderia. A l'aldarull subsegüent, Lotso i totes les joguines d'Andy són llançats a un camió d'escombraries. Buzz rescata Jessie de les escombraries, però és aixafat per un televisor trencat. Jessie trenca a plorar pel cadàver de Buzz, però Buzz es desperta il·lès, amb la seva personalitat habitual i els seus records restaurats.
A l'abocador, les joguines són empeses cap a una cinta transportadora. Buzz i Woody rescaten Lotso d'una trituradora i l'ajuden a fer un botó de parada d'emergència. Lotso els abandona i cauen en un incinerador. Els tres extraterrestres de joguina, amb una urpa, els rescaten i tornen a casa. Andy se'ls dóna tots a Bonnie, una nena que Woody va conèixer a la guarderia. En presentar-se-la a Buzz, Andy ho descriu com "la joguina més genial del món". Mentre les joguines s'instal·len a casa de Bonnie, Buzz balla una rumba amb Jessie al ritme de la versió en espanyol de You've Got a Friend in Me, per a la diversió de les altres joguines.

#### Toy Story 4(2019)
Woody cuida una nova joguina feta a mà per Bonnie anomenat  Forky, una forquilla  de plàstic amb somriure de plastilina, se separa del grup durant un viatge en autocaravana , Buzz, guiat pel seu "veu interior", els persegueix fins a una fira. Un venedor ho captura i ho col·loca amb altres joguines com a premi, on es troba amb els peluixos units Bunny i Ducky. Al principi es mostren hostils, ja que creuen que Buzz ha vingut per reduir les seves possibilitats de ser guanyats i posseïts per un nen. Tots dos es neguen a escoltar les seves explicacions i s'enfurismen encara més quan Buzz els allibera, ia ell mateix, del joc. Creient que ja no seran posseïts, persegueixen i ataquen Buzz, fins que Woody s'ofereix a portar els dos peluixos a Bonnie després que rescatin Forky.
Buzz, Bunny i Ducky uneixen forces i reben la missió de recuperar les claus de l'amo d'una botiga d'antiguitats per alliberar Forky, que està atrapat a dins. Ho aconsegueixen, però la missió de rescatar Forky fracassa a causa del gat de l'amo. Després d'una baralla entre Woody i Bo Peep, la veu interior de Buzz el guia per reunir-se amb les joguines d'Andy. Més tard, Forky és alliberat per Woody i informa que Woody i diverses altres joguines necessiten ser rescatats. Buzz, Jessie i els altres prenen els controls de l'autocaravana i obliguen el pare de Bonnie a conduir-la de tornada a la fira.
Woody i Buzz es troben en un carrusel i Buzz nota que Woody està desconsolat per haver de separar-se de Bo una altra vegada. Buzz suggereix que Woody es quedi amb Bo, sabent que Bonnie estarà bé fins i tot sense ell. Es fan una última abraçada de comiat i se separen.

#### Toy Story 5(2026)
Buzz i la resta de la colla es retrobessin amb Woody, i allà descobriran que Bonnie està més interessada en Ipads i altres aparells tecnològics.

## Curiositats
- Abans de tenir la veu de Tim Allen en la primera pel·lícula va haver-hi molts candidats que van rebutjar el paper com Billy Crystal, Jim Carrey, Bill Murray, Michael Keaton, Kevin Costner, Bruce Willis, Dan Aykroyd, Matthew Broderick, Kurt Russell, Mel Gibson, Richard Gere, John Travolta, Adam Sandler, Michael J. Fox, Dennis Quaid, Chevy Chase, Wayne Knight i Jason Alexander.

- Abans que en Woody fos el protagonista, anaba a ser el dolent, que tiraba en Buzz per la finestra i el propi Buzz anaba ser el protagonista de la primera de Toy Story.